# Rio Passaúna
Der Rio Passaúna ist ein Fluss im Südosten des brasilianischen Bundesstaats Paraná. Er entspringt im Munizip Almirante Tamandaré auf 986 m Meereshöhe und mündet 30 km südlich davon im Munizip Araucária in den Rio Iguaçu. Seine Länge beträgt 48 km.

## Etymologie und Geschichte

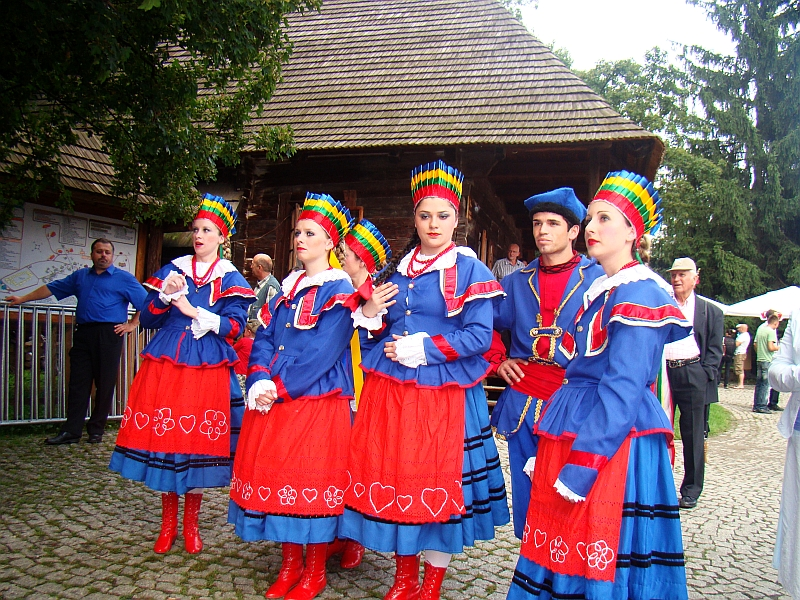
Polnisches Brauchtum im Passaúna-Tal

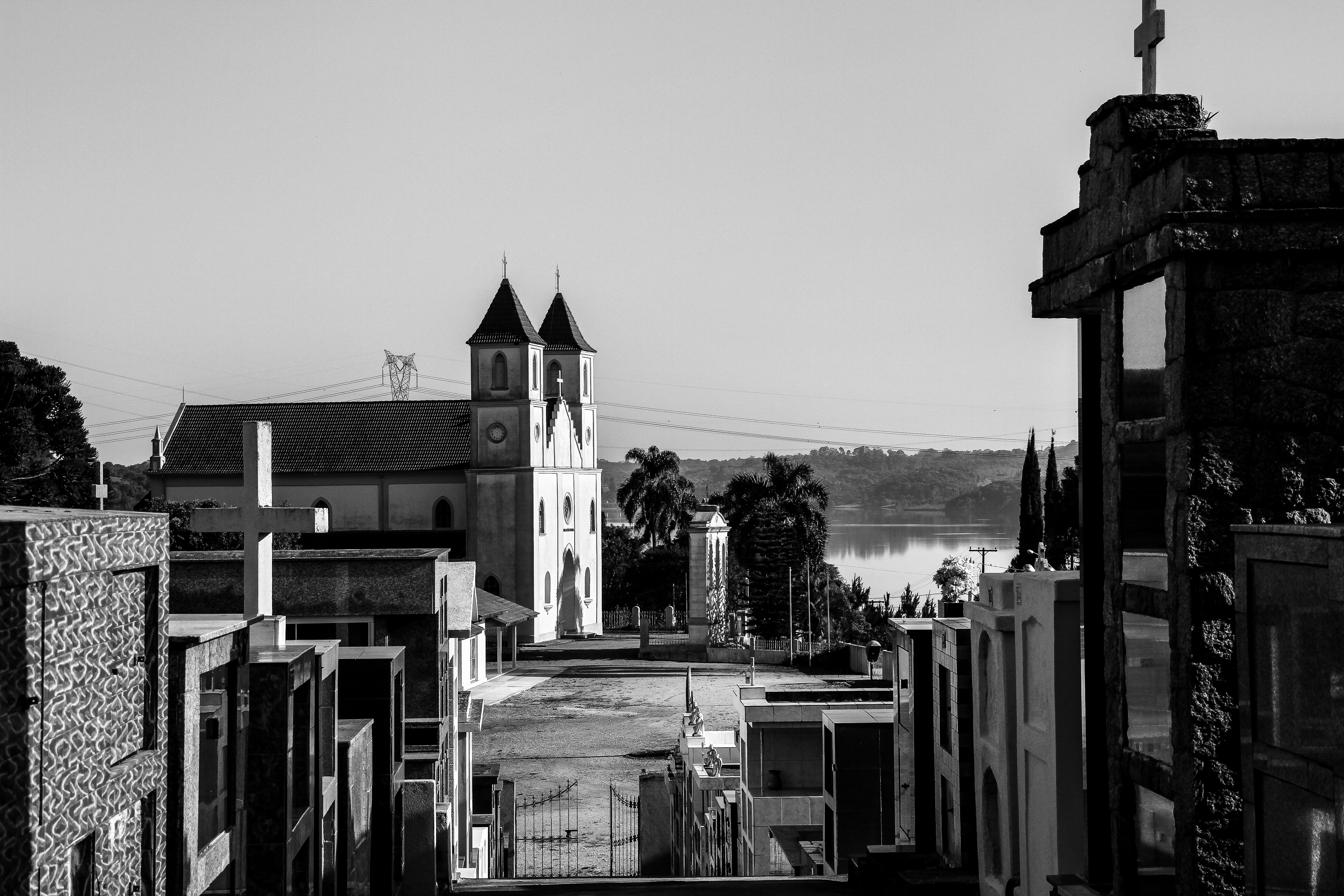
Capela São Miguel in Araucária vor dem Passaúna-Stausee

Der Name entstammt dem Tupi-Begriff apahuna, der „Schwarzer Mann“ bedeutet. Um die Wende  zum 20. Jahrhundert wurde der Fluss Rio Poça Una genannt. Damals wurden in seiner Nähe Kolonien wie die Colônia Riviere deutscher oder die Colônia D. Pedro II  polnischer, preußischer und schlesischer Einwanderer gegründet. Jahre später wurde daraus der heutige Name Passaúna.

## Geografie

### Lage
Das Einzugsgebiet des Rio Passaúna befindet sich auf dem Primeiro Planalto Paranaense (der Ersten oder Curitiba-Hochebene von Paraná). Die Flächen östlich des Flusses gehören großenteils zum Munizip Curitiba. Die Entfernung zum Zentrum von Curitiba beträgt in West-Ost-Richtung 12 km.

### Verlauf
Die Quelle des Rio Passaúna liegt im Munizip Almirante Tamandaré auf 986 m Meereshöhe nahe der Ortschaft Marmeleiro. Der Fluss verläuft in südlicher Richtung. Im Norden des Stadtgebiets von Araucária wird er seit 1991 zu einem See aufgestaut, der als Trinkwasserspeicher für die westlichen Gebiete der Millionenstadt Curitiba dient. Auf 867 m Höhe mündet er im Munizip Araucária von rechts in den Rio Iguaçu.

### Einzugsgebiet
Der Rio Passaúna entwässert eine Fläche von 217 km² im Gebiet westlich von Curitiba. In seinem Einzugsgebiet liegen die Munizipien Almirante Tamandaré, Campo Magro, Campo Largo, Curitiba und Araucária.

## Umwelt
In seinem Oberlauf durchfließt er das Umweltschutzgebiet APA Estadual do Passaúna (APA = Area de Proteção Ambiental). Das Schutzgebiet dient dem Zweck, die Wasserqualität nicht zu gefährden, da das Wasser des Rio Passaúna wird für die Trinkwasserversorgung von Curitiba genutzt wird.